# Bigerriones

Mapa de la Novempopulania.

Los bigerriones (en latín, Bigerri) fueron un pueblo aquitano que ha dado su nombre a la Bigorra. Suya era la plaza fuerte de Castrum Bigorra (Saint-Lézer) después sustituida por la Civitas Turba o Tarba (Tarbes). Julio César, en sus Comentarios a la guerra de las Galias, los cita en entre los pueblos de Aquitania que se rindieron a P. Licinio Craso (Libro III, capítulo 27.1).